# Русины в Румынии

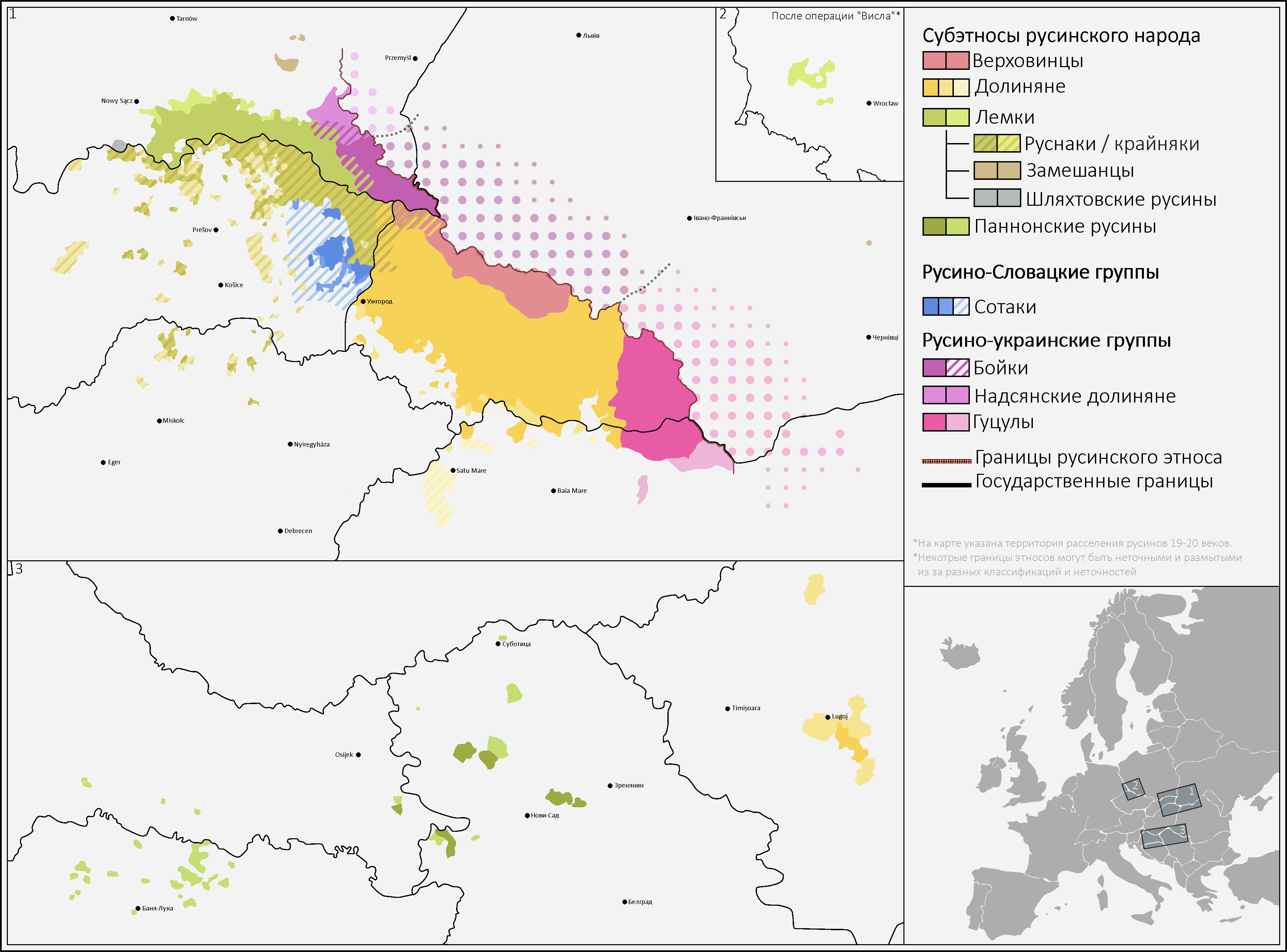
Русинские субэтносы в Румынии

Русины в Румынии — национальное меньшинство, проживающее на территории Румынии; численность которых за последние 80 лет сильно сократилась: если в 1930 году количество украинцев и русин составляло 512 115 человек (3,2% населения), то в 2011 году уже 50 920 человек (0,2% населения). Проживают в основном в северо-западных жудецах — Сату-Маре и Марамуреше.
В палате депутатов Румынии присутствует депутат от Культурного союза русин Румынии.